# Creasta lacrimală posterioară
Creasta lacrimală posterioară (Crista lacrimalis posterior) este o  creastă verticală pe fața laterală (orbitară) a osului lacrimal, care desparte osul lacrimal în două porțiuni: porțiunea anterioară în care se află șanțul lacrimal (Sulcus lacrimalis), și o porțiune posterioară ce face parte din peretele medial al orbitei. La capătul de jos al crestei lacrimale posterioare se află cârligul lacrimal (Hamulus lacrimalis).